# 小行星11148
小行星11148（11148 Einhardress）是一颗绕太阳运转的小行星，为主小行星带小行星。该小行星于1997年12月7日发现。

## 轨道参数
小行星11148的轨道半长轴为2.4465270 UA，离心率为0.119。